# Croton vulnerarius
Croton vulnerarius är en törelväxtart som beskrevs av Henri Ernest Baillon. Croton vulnerarius ingår i släktet Croton och familjen törelväxter. Inga underarter finns listade i Catalogue of Life.